# Château de Saint-Antonin
Le château de Saint-Antonin est un château situé à Saint-Antonin-sur-Bayon, dans les Bouches-du-Rhône en France. 
Le château fait l’objet d’une inscription partielle au titre des monuments historiques depuis le 30 mars 1978.